# Operation Phantom Phoenix

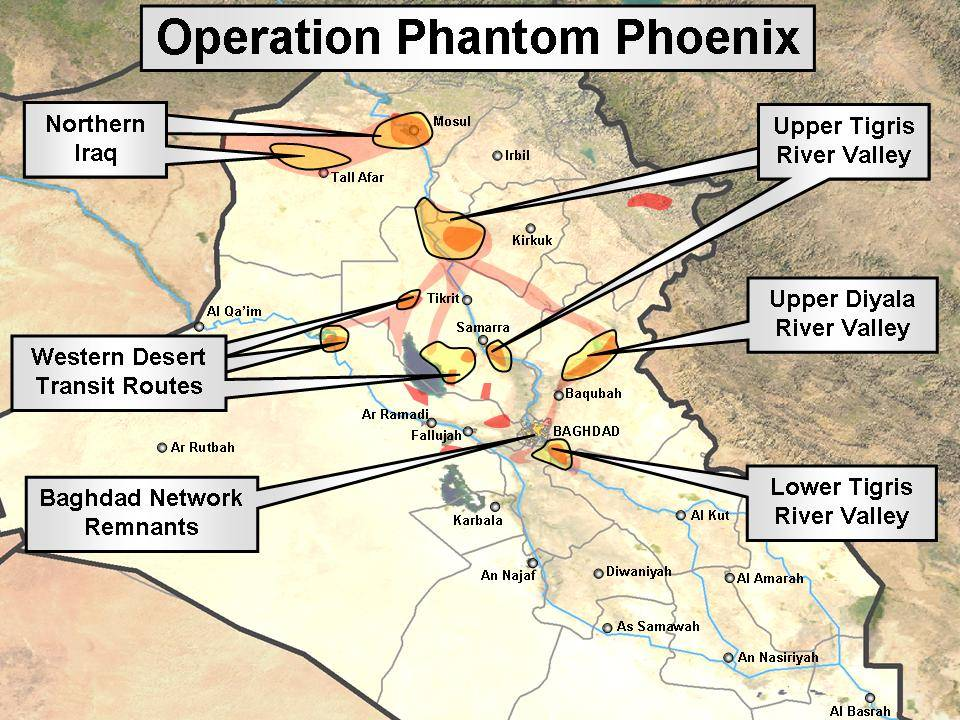
Karte mit den Einsatzgebieten der Operation Phantom Phoenix

Operation Phantom Phoenix war eine landesweite Großoffensive der Multinational Force Iraq, die am 8. Januar 2008 begann und den beiden vorherigen Einsätzen Operation Phantom Thunder und Operation Phantom Strike nachfolgte. Ziel der Operation war die Stabilisierung des Iraks, der Schutz der Bevölkerung sowie eine Reduzierung der Gewalt im Irak. Die Operation bestand aus mehreren unterschiedlichen Einsätzen der Koalitionstruppen im Nord-Irak und in der Region um Bagdad.
Der Einsatz im Nord-Irak wird als Operation Iron Harvest bezeichnet. Ziel dieser Operation war die Eliminierung der in der Gegend um Diyala verbliebenen etwa 200 al-Qaida-Kämpfer. Weiterhin wurde diese Operation auch in den Provinzen Salah ad-Din und Ninawa durchgeführt. Der Einsatz im Süden wurde als Operation Marne Thunderbolt bezeichnet und hatte die Eroberung von Rückzugspunkten der Aufständischen in der Region um Bagdad zum Ziel. Des Weiteren sollte mit der Operation Phantom Phoenix auch das noch verbliebene Netz der Selbstmordattentäter und das Finanznetzwerk von al-Qaida ausgeschaltet werden.

## Hintergrund
Nach Aussage von Lt. General Raymond Odierno war das Ziel der Operation, Sicherheit in den neun größten irakischen Städten zu gewährleisten, wobei der Fokus auf der Hauptstadt Bagdad lag. Die Operation ist auch im Rahmen der US-Truppenverstärkungen zu sehen, die im Juni 2007 abgeschlossen waren.
"Working closely with the Iraqi Security Forces, we will continue to pursue al-Qaeda and other extremists wherever they attempt to take sanctuary. [Phantom Phoenix] will synchronize lethal and non-lethal effects to exploit recent security gains and disrupt terrorist support zones and enemy command and control...[The operation will include] a series of joint Iraqi and Coalition division and brigade level operations to pursue and neutralize remaining al-Qaeda in Iraq and other extremists. [In addition], the non-lethal aspects of this operation are designed to improve delivery of essential services, economic development and local governance capacity.”
— Lt General Raymond Odierno, Commanding General, Multi-National Corps-Iraq

## Beteiligte Verbände der Koalitionsstreitkräfte

### Multi-National Division-North
- 4th Stryker Brigade Combat Team (BCT), 2nd Infantry Division - Provinz Diyala.
- 3rd Armored Cavalry Regiment - Provinz Ninawa.
- 1st BCT, 10th Mountain Division - Gebiet um Kirkuk.
- 1st BCT, 101st Airborne Division - Provinz Salah ad-Din.

### Multi-National Division-Center
- 3rd Infantry Division - Süd-Bagdad.
- 2nd BCT, 3rd Infantry Division
- 3rd HBCT, 3rd Infantry Division
- 3rd Aviation Brigade
- 3rd BCT, 101st Airborne Division
- 214th Fires Brigade

## Operationen in Diyala und Salah ad-Din
Am 8. Januar 2008 startete die Multinational Division - North die Operation Iron Harvest in der Provinz Diyala mit dem Ziel, die al-Qaida-Elemente in dieser Region zu vernichten. Die Einsätze konzentrierten sich auf die Region um Muqdadiyah. Die Operation folgte der Operation Iron Reaper, die im November 2007 angelaufen war. Operation Iron Reaper bestand aus zwei Teilen: Operation Raider Harvest, die von der 2nd Infantry Division in Diyala durchgeführt wurde, sowie der Operation Warrior Harvest, die von der 10th Mountain Division in der Region um Kirkuk im Nord-Irak durchgeführt wurde.

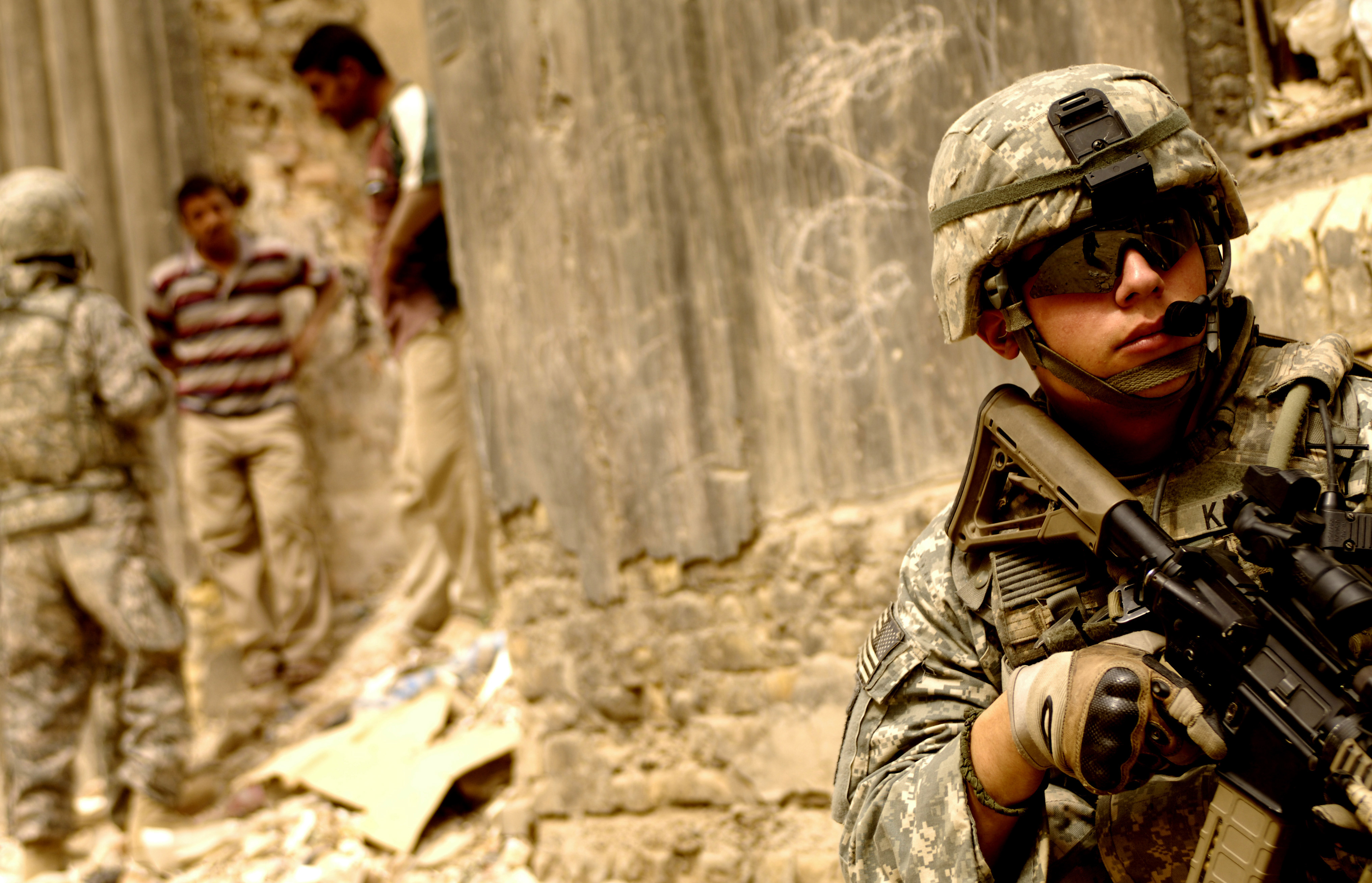
US-Truppen auf einem Markt im Frühjahr 2008

Im Vorlauf der Operation Phantom Phoenix wurden die irakischen Streitkräfte bewusst nicht informiert, da sich herausgestellt hatte, dass die irakische Armee oftmals Nachrichten unverschlüsselt oder mit einfachen Mobiltelefonen übermittelte. Trotz dieser Maßnahmen stellte sich nach Beginn der Operation heraus, dass die Aufständischen anscheinend dennoch vorgewarnt worden waren und die betroffenen Provinzen verlassen hatten. Teile der Aufständischen blieben allerdings zurück, um den weiteren Vormarsch der Koalitionsstreitkräfte zu verlangsamen.
Sieben amerikanische Bataillone, unterstützt von irakischen Einheiten, drangen in ein 280 Quadratkilometer großes Gebiet im Diyala-Flusstal vor. Zuvor waren Ablenkungsmanöver im Süden des Gebietes durchgeführt worden. Trotzdem stellten vorgeschobene Späher der US-Einheiten fest, dass eine ungewöhnlich hohe Zahl von Frauen und Kindern per Auto aus der Zielregion floh. Die meisten Aufständischen hatten die Dörfer bereits verlassen und nur einige Kämpfer und Sprengsätze zurückgelassen.
Während der 24-stündigen Kämpfe in Diyala wurden 24 Aufständische getötet sowie 10 gefangengenommen. Drei US-Soldaten starben, als ihr Fahrzeug über einen versteckten Sprengsatz fuhr. Am zweiten Tag der Kämpfe erlitten die US-Truppen weitere schwere Verluste, als sie ein Haus untersuchten, das mit Sprengfallen versehen war. Sechs US-Soldaten starben, und vier wurden verwundet. Am dritten Tag setzten sich die Kämpfe in der Gegend um Muqdadiyah fort, dort wurden acht Aufständische getötet. Zwei weitere wurden an anderen Orten in der Provinz Diyala getötet.
Am siebten Tag der Operation wurden 15 Aufständische getötet, nachdem im Dorf Buhriz nahe Baquba schwere Kämpfe ausgebrochen waren. Dort starben auch mehrere irakische Sicherheitskräfte, als das Haus, das sie gerade untersuchten, mit Hilfe einer Sprengvorrichtung in die Luft gejagt wurde.
Am Tag 10 tötete ein Sprengsatz drei US-Soldaten und verletzte weitere zwei.

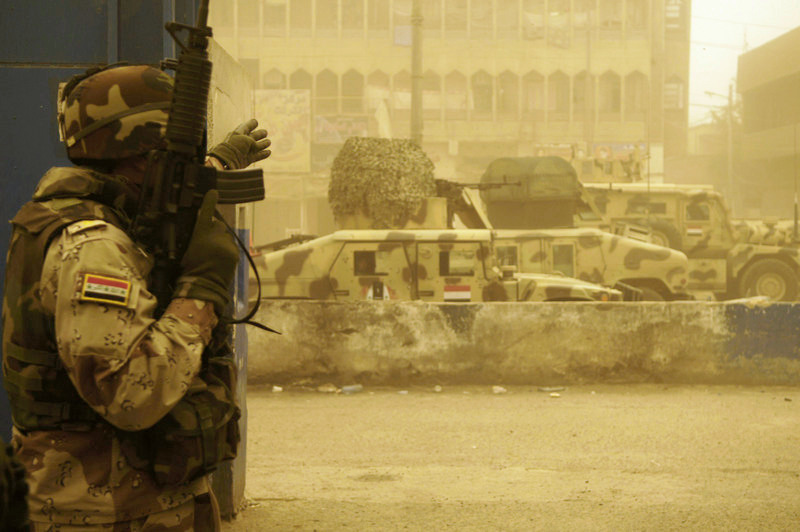
Auch irakische Truppen sind an der Operation Phantom Phoenix beteiligt

Am Tag 12 verkündeten die Koalitionsstreitkräfte, bislang etwa 121 Aufständische getötet sowie 1.203 Verdächtige gefangengenommen zu haben. Am selben Tag wurde außerdem ein Mordanschlag auf den Gouverneur der Provinz Diyala verübt, als ein Sprengsatz vor seinem Haus explodierte. Drei Leibwächter kamen dabei ums Leben.
Am 16. Tag der Operation wurde eine wichtige Verbindungsstraße zwischen Bagdad und Baquba von Sprengfallen und Minen gesäubert. Bislang war die Straße so stark vermint gewesen, dass Fahrzeuge jedes Mal Ausweichrouten hatten nehmen müssen, um von Baquba nach Bagdad zu gelangen. Außerdem wurde an diesem Tag bestätigt, dass 41 der bislang getöteten Aufständischen al-Qaida-Mitglieder waren.
Am Tag 19 nahmen irakische Sicherheitskräfte mit Unterstützung durch US-Spezialeinheiten einen Extremistenführer sowie einen Terrorfinanzierer in zwei unterschiedlichen Aktionen in Safwan fest. Ein weiterer Anführer einer Extremistengruppe, die im Verdacht steht, Mörserangriffe auf irakische Truppen durchgeführt zu haben, wurde festgenommen.
Bis zum 10. Februar 2008 hatten die Koalitionsstreitkräfte insgesamt 74 unterschiedliche Einsätze im Rahmen von Operation Iron Harvest abgeschlossen. Dabei wurden 70 hochrangige Extremisten getötet oder gefangen genommen. 400 Waffenlager, 700 Sprengsätze und drei Werkstätten für Autobomben wurden sichergestellt.
Am 42. Tag griffen irakische Sicherheitskräfte mit Unterstützung der US-Luftwaffe al-Qaida-Elemente an, die sich im offenen Gelände am Tharthar-See in der Salah ad-Din-Provinz, ca. 120 km nördlich von Bagdad verschanzt hatten. Hierbei wurden 10 Extremisten getötet, unter anderem ein örtlicher Kommandeur. Abdul Basit al-Nissani, ein Anführer der al-Qaida im Irak sprengte sich selbst in die Luft, nachdem er beim Überqueren eines Flusses von irakischen Sicherheitskräften gestellt worden war.
Am 25. März führten britische Special-Air-Service-Einheiten einen Angriff auf eine Gruppe von Bombenbauern durch. Hierbei starben ein britischer Soldat, zwei Aufständische sowie neun Zivilisten.
Am 13. April fanden Truppen der Multinational Force nahe Muqdadiyah ein Massengrab, in dem ca. 20 bis 30 Personen begraben waren. Nach Einschätzung von Experten waren die Leichname dort ca. 8 Monate zuvor begraben worden.
Am 15. April starben in Baquba 53 Menschen, als eine Bombe nahe einem Gerichtsgebäude explodierte. Weitere 70 wurden verletzt.
Am 17. April starben bei einem Selbstmordattentat auf eine Beerdigungsfeier eines irakischen Sicherheitsbeamten 50 Menschen, weitere 55 wurden verletzt. Der Attentäter hatte sich in Trauerbekleidung Zugang zu der Zeremonie verschafft.

## Kämpfe in Niniveh und Kirkuk
Als Teil der Operation Phantom Phoenix wurde eine Operation gegen die letzte städtische al-Qaida-Hochburg, die Stadt Mossul, durchgeführt. Die Offensive begann gegen Ende Januar. Hierbei kamen fünf US-Soldaten ums Leben, als ihre Patrouille in Mossul in einen Hinterhalt geriet. Weiterhin beinhaltete die Operation auch Einsätze in den Städten Tal Afar und Kirkuk, die ebenfalls wichtige Stadtzentren im Nord-Irak darstellen. Kämpfe fanden auch in einigen Wüstendörfern nahe der syrischen Grenze statt.
Gegen Ende April wurde klar, dass die Koalitionsstreitkräfte bis lang nur geringe Fortschritte erzielt hatten. Zudem lagen Geheimdienstinformationen vor, dass sich die al-Qaida-Kräfte neu gruppierten und neue Teams von Selbstmordattentätern nach Bagdad schickten.

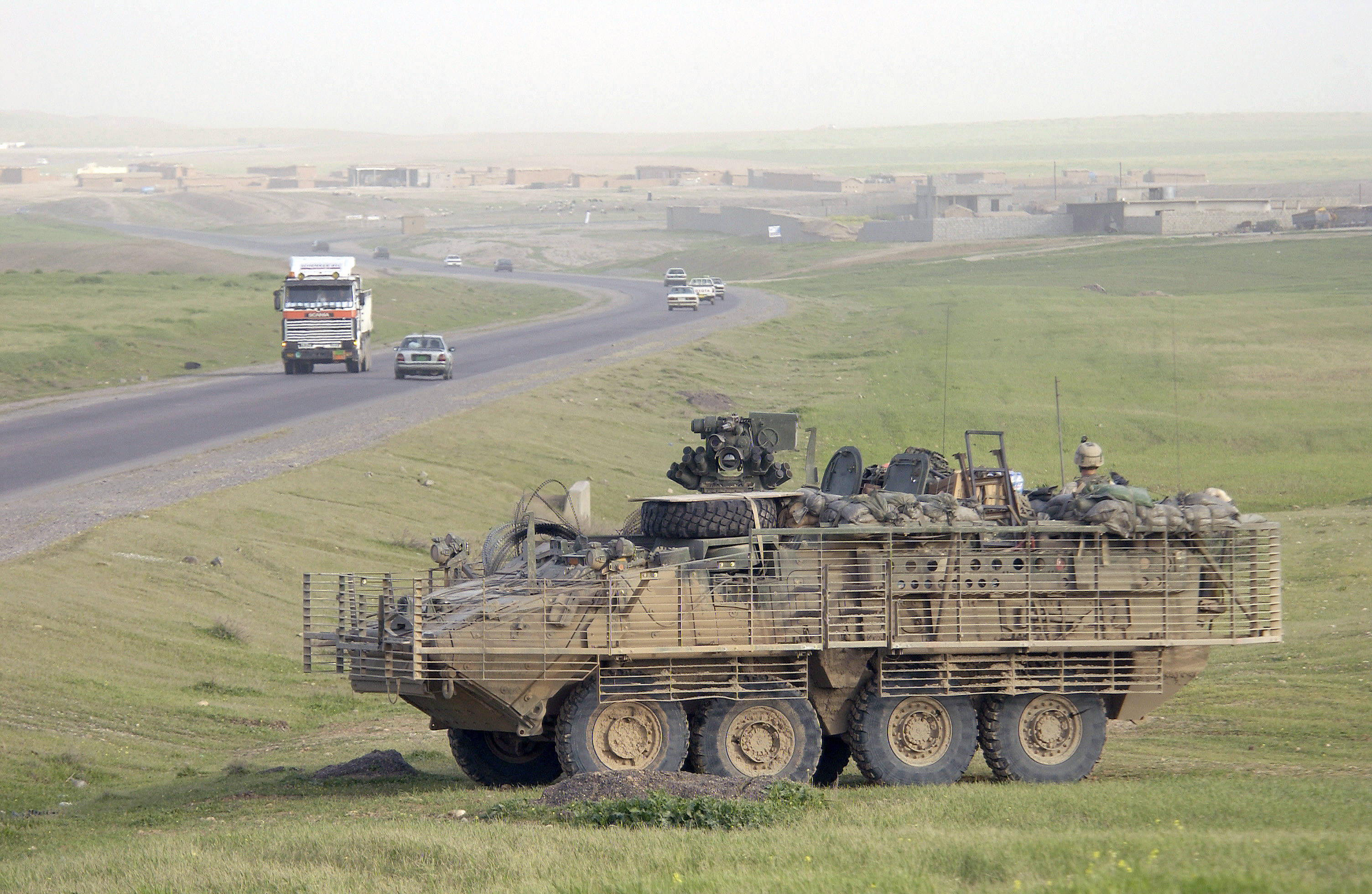
Ein US-Stryker im Nord-Irak

Mitte Mai führte das irakische Militär daher eine Großoffensive mit dem Namen Operation Lion’s Roar (später in Operation Mother of Two Springs umbenannt) in Mossul durch. Im Laufe der Kämpfe wurden 1.400 Aufständische gefangen genommen. Die Operation wurde Ende Mai beendet, nachdem die irakische Armee die Provinzen Niniveh und Kirkuk offiziell für gesichert erklärt hatte.
Allerdings gab es Anfang Juni eine ganze Serie von Anschlägen im Nord-Irak, bei denen Dutzende Menschen starben, darunter viele irakische Sicherheitskräfte. Auch US-Truppen wurden wieder zum Ziel der Aufständischen, bei zwei Angriffen starben vier US-Soldaten, etwa 20 wurden verwundet. Gegen Ende des Monats mehrten sich Berichte, dass alle Bemühungen der Operation vergebens gewesen seien. Aufständische kehrten in die befreiten Städte zurück und patrouillierten offen auf den Straßen.

## Süd-Irak
Am 8. Januar wurde Operation Marne Thunderbolt gestartet. Es war die bislang größte Operation der 3rd Infantry Division im Irak. Ziel war es, Rückzugsgebiete der al-Qaida in Jabur zu sichern. Im Vergleich zu anderen Einsätzen wurden massive Luftangriffe auf die Zielregion geflogen.
Am dritten Tag der Operation führten B-1-Bomber sowie F-16-Kampfflugzeuge einen schweren Angriff auf das Jabur-Viertel im Süden Bagdads. Jabur war einer der wenigen Bezirke, der nach der Operation Law and Order im vergangenen Jahr weiterhin unter der Kontrolle der Aufständischen geblieben war. Nach Berichten des US-Militärs vernichtete das zehnminütige Bombardement unterirdische Versorgungstunnel, Waffenlager und Sprengfallen. Nach dem Luftangriff folgten Angriffe der Bodentruppen, in der Folge wurden 12 Verdächtige festgenommen.

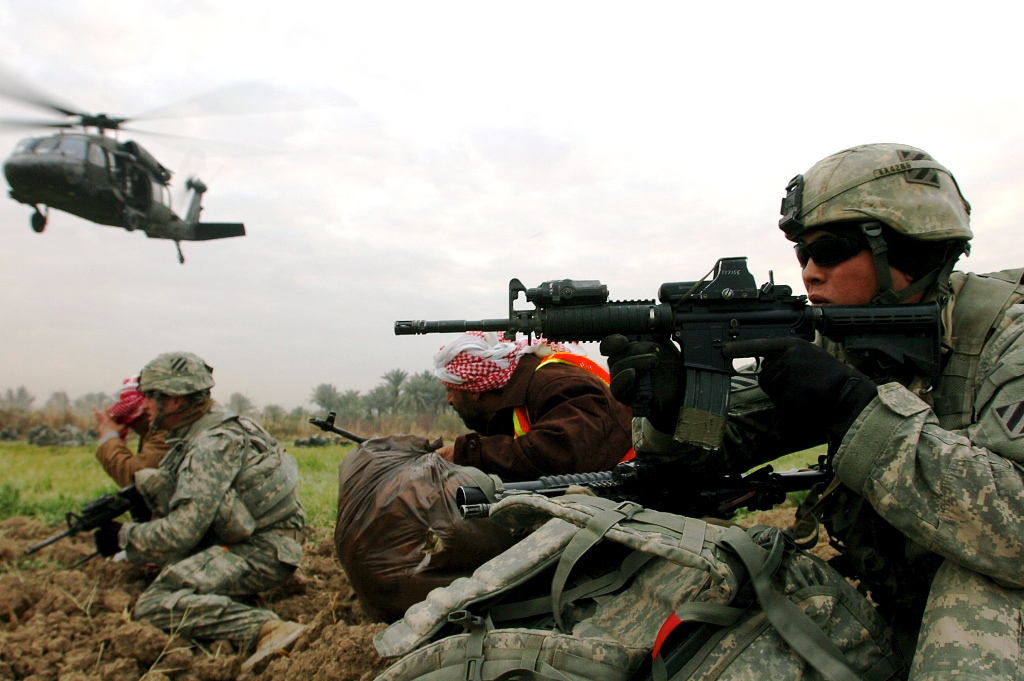
US-Soldaten und sunnitische Helfer überprüfen ein Gebiet auf Aktivitäten der Aufständischen im Rahmen der Operation Browning, 20. Januar 2008

Am 14. Tag wurde der insgesamt dritte schwere Luftangriff auf die Region seit Beginn der Operation geflogen. Erneut wurde die Infrastruktur der Aufständischen schwer beschädigt. Am 15. Februar ging die Operation Marne Thunderbolt in die Operation Marne Grand Slam über. Zu Beginn der Operation wurde bei Salman Pak ein neuer Außenposten eingerichtet. Diese Region war vor dem Irak-Krieg eine Bastion der republikanischen Garde gewesen. Außerdem wurde dort eine neue örtliche Verwaltung aufgebaut. Mit Hilfe vieler Mikro-Kredite wurde außerdem der Aufbau von lokalen Märkten gefördert.
Am 15. März führte die irakische Armee mit Unterstützung der 3rd Infantry Division die Operation Marne Rugged durch. Da die Brücken und Kanäle der Region in sehr schlechtem Zustand waren, war das Hauptziel der Operation die Sicherung mehrerer Furten über kleinere Flüsse. Im Zuge der Operation wurde am 10. April nahe der Stadt Mahmudiyah durch die irakische Armee ein Massengrab mit 33 Leichen entdeckt. Es war der erste Fund dieser Art im Operationsgebiet der Multinational Division - Center, seit diese im Zuge der Truppenverstärkungen 2007 eingerichtet worden war.

## Ende der Operation
Die Kampfhandlungen setzten sich bis Ende Juli fort. Beide Seiten erlitten hierbei schwere Verluste. Neben den Koalitionsstreitkräften, die etwa 60 Tote zu beklagen hatten, erlitten auch die irakischen Sicherheitskräfte hohe Verluste, etwa 770 Soldaten starben. Die Aufständischen verloren fast 900 Männer, 2.500 Verdächtige wurden festgenommen. Nach der Operation waren die Aufständischen nahezu vollständig aus der Provinz Diyala vertrieben. Am 29. Juli führten die irakischen Streitkräfte eine weitere Operation in der Provinz Diyala durch, die endgültig Recht und Ordnung wiederherstellen sollte. Im Gegensatz dazu war die Offensive im Nord-Irak nur begrenzt erfolgreich. Die Aufständischen kehrten bald in alter Stärke in die Region zurück und verwickelten die Koalitionsstreitkräfte erneut in schwere Kämpfe. Das Hauptziel, die letzte Hochburg der Aufständischen, Mossul, zu erobern, war nicht erreicht worden.